# Người tình (tiểu thuyết)
Người tình (tiếng Pháp: L'Amant) là một tiểu thuyết tự truyện của Marguerite Duras, do nhà xuất bản Les Éditions de Minuit ấn hành năm 1984. Tiểu thuyết này đã được dịch ra 43 thứ tiếng với khoảng 2,4 triệu bản in . Nó cũng đoạt giải Goncourt năm 1984. Tác phẩm được chuyển thể thành bộ phim cùng tên năm 1992.

## Nội dung
Bối cảnh lịch sử của tác phẩm là Việt Nam dưới thời Pháp thuộc. Tác phẩm kể về mối tình lãng mạn và phức tạp của một thiếu nữ mới lớn của một gia đình Pháp đang gặp khó khăn về tài chính với một người đàn ông gốc Hoa giàu có.
Năm 1929, trên chuyến phà qua Đồng bằng sông Cửu Long trở về trường nội trú ở Sài Gòn sau kỳ nghỉ tại nhà ở Sa Đéc, cô gái trẻ 15 tuổi thu hút sự chú ý của một người đàn ông giàu có 27 tuổi, con trai một nhà tài phiệt người Hoa. Anh được thừa hưởng một khối tài sản. Anh bắt chuyện với cô và cô đồng ý trở lại thị trấn với anh trên chiếc xe limousine sang trọng.
Cô gái là con một goá phụ phá sản và trầm uất. Giờ cô nhận thức được rằng việc cô còn lại một mình trên đời này rất có thể thành hiện thực. Do đó cô đã trở thành người tình của anh chàng người Hoa, cho đến khi anh không dám chống lại sự phản đối của cha mình và kết thúc cuộc tình.

## Mối liên quan đến cuộc đời thực
Duras không bao giờ tiết lộ tên thật người tình gốc Hoa của bà. Chỉ sau này, khi bộ phim Người tình được quay thì bà thừa nhận mình là cô gái trong tiểu thuyết. Tin tức cuối cùng mà bà biết về ông là ông định cư ở Mỹ sau Sự kiện 30 tháng 4 năm 1975. Ông đã mất khi bộ phim khởi quay.
Duras mới 15 tuổi tại thời điểm cuộc tình này diễn ra, cũng là tuổi nhân vật nữ trong tiểu thuyết .

## Bản dịch tiếng Việt
Tác phẩm có một số bản dịch tiếng Việt.
- Gã nhân tình, Đình Kinh Hiệt dịch, Nhà xuất bản Trẻ ấn hành năm 1989
- Người tình, Trịnh Xuân Hoành dịch, Nhà xuất bản Hội nhà văn, 1991[3].
- Người tình, Lê Ngọc Mai dịch, Nhà xuất bản Văn học và Nhã Nam ấn hành năm 2007 [4].